# Старокучергановка
Старокучергановка  (рос. Старокучергановка) — село у Нарімановському районі Астраханської області Російської Федерації.
Населення становить 6343 особи (2014). Входить до складу муніципального утворення Старокучергановська сільрада.

## Історія
Населений пункт розташований на території українського етнічного та культурного краю Жовтий Клин. Від 1931 року належить до Нарімановського району.
Згідно із законом від 6 серпня 2004 року органом місцевого самоврядування до 1 вересня 2016 року було Старокучергановська сільрада.

## Населення
| 1979 | 2002  | 2010  | 2011  | 2013  | 2014  |
| ---- | ----- | ----- | ----- | ----- | ----- |
| 5410 | ↗5684 | ↗6042 | ↗6945 | ↘6210 | ↗6343 |